# Irina Glibko
Irina Oleksandrivna Glibko (n. 18 februarie 1990, Odesa, RSS Ucraineană, URSS – d. 28 august 2024, Râmnicu Vâlcea, Vâlcea, România) a fost o handbalistă ucraineană care a jucat pentru clubul românesc SCM Râmnicu Vâlcea și pentru echipa națională de handbal a Ucrainei pe postul de coordonator de joc.
Irina Glibko a fost declarată cea mai bună marcatoare din sezonul 2012-2013 al Ligii Naționale, cu 177 de goluri înscrise, pe când evolua la HC Danubius Galați. După retrogradarea acestei echipe în Divizia A, Glibko s-a transferat la CSM București, cu care a câștigat titlul de campioană a României în 2015.

## Biografie

### Viață timpurie
Părinții lui Glibko au murit foarte tineri, puțin după vârsta de 30 de ani: mama ei în urma unei boli, iar tatăl într-un accident de mașină. Irina a avut o soră mai mică cu doi ani, iar cele două, conform handbalistei Irina Șuțka, „s-au crescut una pe alta”. Florin Verigeanu, directorul secției de handbal a clubului SCM Râmnicu Vâlcea, a povestit într-un interviu că „ea a fost crescută la orfelinat, o poveste tristă de viață. A crescut la orfelinat” împreună cu sora ei.

### Descoperirea handbalului
Glibko a început să joace handbal din întâmplare, la vârsta de 8 ani. I s-a propus să practice acest sport în timpul unei vizite la o sală de sport din Odesa, unde aveau loc antrenamente și concursuri de gimnastică ritmică și badminton.
La 17 ani, deoarece nu existau echipe importante în orașul natal, s-a mutat la Liov și a debutat la SC „Galiceanka” Liov. Încă de atunci, Irina Șuțka, care juca la altă echipă din campionatul ucrainean, a observat că Glibko „are calități”. Înainte de a se transfera în România, la HC Danubius Galați, handbalista a mai jucat la HC Motor Zaporojie și Podatkovii Universitet.

### Handbalistă în România
După un an petrecut la Galați și doi ani la CSM București, Irina Glibko a jucat la HCM Roman, echipă cu care a ajuns până în optimile Cupei EHF Feminin 2015-2016. În 2017 s-a transferat la SCM Râmnicu Vâlcea, unde a obținut cele mai bune rezultate și a avut cele mai bune performanțe din carieră: un titlu național în 2019 și două medalii de bronz, cupa României în 2020, supercupa României în 2018 și 2020, participări în cupele europene și mai multe premii și trofee personale. Timp de mai multe sezoane, ea a fost și căpitanul echipei vâlcene.
Deși scundă de înălțime, Glibko avea „un braț ca un tun și un șut fantastic”, iar Florentin Pera, antrenorul ei de la Roman și Râmnicu Vâlcea, și-o amintește ca „un exemplu de profesionalism și de determinare”. Conform lui Pera, Glibko „punea pasiune pentru handbal. Nu a existat antrenament în care să nu dea sută la sută. [...] Era golgeter înnăscut”. În total, în cele 11 sezoane petrecute la echipe din România, Irina Glibko a înscris peste 1000 de goluri.
Irina Glibko a fost convocată la echipa națională a Ucrainei în 2010, la vârsta de 20 de ani. A luat parte la campionatele europene din 2012 și 2014, la care Ucraina se calificase, dar a ratat participarea la campionatul mondial din 2023 din motive medicale. Timp de mai mulți ani, Glibko a fost și căpitanul echipei naționale a Ucrainei.

## Deces
În 2020, handbalista a fost diagnosticată cu cancer mamar. A urmat un tratament la București și a fost operată, iar analizele medicale i-au ieșit foarte bune, ceea ce i-a permis să se întoarcă pe teren și să facă probabil cel mai bun sezon al carierei, în 2022-2023. Însă boala a recidivat și s-au descoperit metastaze la ficat, iar handbalista a trebuit să urmeze din nou tratamente lungi și dureroase. Glibko nu și-a pierdut niciodată optimismul și a fost tot timpul convinsă că se va face bine și va continua să joace handbal. Coechipiera sa, Cristina Florica, a declarat despre voința și puterea de luptă a Irinei: „nu am văzut o ființă care să lupte mai mult pentru viața ei. Și-a dorit enorm să trăiască. Tot timpul ne spunea că o să-și revină, că ea se va întoarce la handbal. Nici nu concepea să nu revină.”
În august 2024, medicii de la clinica din Cluj-Napoca unde se trata i-au transmis Viktoriei Timoșenkova, o altă handbalistă ucraineană stabilită în România, că nu mai e nimic de făcut și că Irina Glibko mai are de trăit doar câteva zile. S-a luat decizia ca sportiva să fie mutată la spitalul din Râmnicu Vâlcea, oraș care devenise a doua ei casă. Pe 28 august 2024, Glibko a încetat din viață la spitalul local, iar clubul SCM Râmnicu Vâlcea a anunțat decesul handbalistei pe contul propriu de Facebook. Trupul neînsuflețit al Irinei Glibko a fost depus la o capelă din oraș, pentru ca fanii, coechipierele și toți cei care au cunoscut-o să își poată lua rămas bun.
Sora Irinei Glibko a hotărât ca fosta handbalistă să fie înmormântată la Odesa.

## Palmares
- Liga Campionilor:
  - Sfertfinalistă: 2020
  - Optimi de finală: 2021

- Cupa Cupelor:
  - Turul 3: 2013

- Liga Europeană:
  - Sfertfinalistă: 2022, 2023

- Cupa EHF:
  - Optimi de finală: 2008, 2016
  - Turul 3: 2019
  - Turul 2: 2009, 2011, 2017

- Cupa Challenge:
  - Sfertfinalistă: 2012

- Liga Națională:
  -  Câștigătoare: 2015, 2019
  -  Medalie de bronz: 2021, 2022

- Cupa României:
  -  Câștigătoare: 2020
  -  Finalistă: 2018, 2019, 2022

- Supercupa României
  -  Câștigătoare: 2018, 2020
  -  Finalistă: 2016, 2019

- Liga Ucraineană de handbal:
  - Finalistă: 2008, 2011
  - Locul 3: 2012

## Premii individuale
- Cea mai bună marcatoare din Liga Națională: 2012-2013 (177 de goluri), 2017-2018 (175 de goluri)
- Cea mai bună handbalistă străină din Liga Națională, distincție acordată de Federația Română de Handbal: 2018[17] 2023[18]
- Cea mai bună handbalistă străină din România la Gala Premiilor Handbalului Românesc, distincție acordată de Sindicatul Național al Handbaliștilor din România: 2019[19][20]